# Sergio Salvi
Sergio Salvi (Firenze, 3 luglio 1932 – 23 aprile 2023) è stato uno scrittore, poeta, storico e saggista italiano.

## Biografia
Sergio Salvi è nato a Firenze il 3 luglio 1932 e ha sempre vissuto nella sua città natale.
Fondatore della rivista "Quartiere", redattore degli inserti Protocolli e L'Oggidì nella rivista Letteratura, sulla quale si fece promotore di un'idea della poesia come sistema scientifico, negli anni '60 scrisse versi simbolici (Il vento di Firenze e Le croci di Cartesio). Ha composto un romanzo sperimentale (L'oro del Rodano).
Si  è dedicato allo studio e alla difesa delle minoranze etno-culturali dell'Europa occidentale, le cosiddette nazioni senza stato (Le nazioni proibite), e delle minoranze linguistiche presenti nei territori della Repubblica italiana (Le lingue tagliate).
Sergio Salvi ha analizzato anche la storia dell'Unione Sovietica e il rapporto tra questa e l'Islam, attraverso alcuni saggi (La disUnione Sovietica, La mezzaluna con la stella rossa). Si è occupato poi di storia della Toscana (Nascita della Toscana e L'identità toscana). 
Salvi è uno degli studiosi assertori di una Koinè linguistica padana, a cui ha dedicato alcune opere (La lingua padana e i suoi dialetti, La lingua del mì). 
Ha inoltre prodotto alcuni saggi sull'araldica sportiva, con particolare attenzione agli stemmi e alle maglie delle squadre di calcio e di rugby (Tutti i colori del calcio, Viola & Co., Il pianeta ovale).
Sergio Salvi è morto, all'età di 90 anni, il 23 aprile 2023.

## Opinioni
In alcuni suoi scritti ha affermato che, a suo parere, la Padania esisterebbe come nazione e ha parlato del Risorgimento come di una truffa.

## Opere
- Il vento di Firenze, Vallecchi, Firenze, 1960
- Le croci di Cartesio, Arnoldo Mondadori Editore, Milano, 1966
- L'oro del Rodano, Rizzoli, Milano, 1972
- Le nazioni proibite. Guida a dieci colonie "interne" dell'Europa occidentale, Vallecchi, Firenze, 1973
- Le lingue tagliate. Storia delle minoranze linguistiche in Italia, Rizzoli, Milano, 1975
- Patria e matria. Dalla Catalogna al Friuli, dal Paese Basco alla Sardegna: il principio di nazionalità nell'Europa occidentale contemporanea, Vallecchi, Firenze, 1978
- La disUnione Sovietica. Guida alle nazioni della non Russia, Ponte alle Grazie, Firenze, 1990
- La mezzaluna con la stella rossa. Origini, storia e destino dell'Islam sovietico, Marietti, Genova, 1993. ISBN 88-211-6909-X
- Tutte le Russie. Storia e cultura degli Stati europei della ex Unione Sovietica dalle origini a oggi, Ponte alle Grazie, Firenze, 1994. ISBN 88-7928-249-2
- Breve storia della Cecenia, Giunti Editore, Firenze, 1995. ISBN 88-09-20748-3
- La Cecenia e i paesi del Caucaso del nord, Insula Edizioni, Nuoro, 1996. ISBN 88-86111-05-3
- L'Italia non esiste, Camunia, Firenze, 1996¹. ISBN 88-7767-204-8
- Una bandiera per la Toscana, in: Quaderni Padani, n. 11, La Libera Compagnia Padana, Arona, 1997
- La Catalogna e il modello catalano, in: Quaderni Padani, n. 14, La Libera Compagnia Padana, Arona, 1997
- Occitania, Luigi Colli Editore - Ousitanio Vivo, Rodello (CN), 1998
- Catari di Padania e Catari di Occitania, in: Quaderni Padani, n. 17, La Libera Compagnia Padana, Arona, 1998
- La lingua padana e i suoi dialetti, suppl. a: Quaderni Padani, nn. 25/26, La Libera Compagnia Padana, Arona, 1999
- La ragione linguistica della Padania, in: Quaderni Padani, n. 34, La Libera Compagnia Padana, Arona, 2001
- Nascita della Toscana. Storia e storie della Marca di Tuscia, Le Lettere, Firenze 2001¹, 2004². ISBN 88-7166-826-X
- Liguri e Celti, in: Quaderni Padani, n. 42, La Libera Compagnia Padana, Arona, 2002
- L'Europa non esiste, in: Quaderni Padani, nn. 43/44, La Libera Compagnia Padana, Arona, 2002
- Ortografia padana, in: AA. VV., Dare il nome al territorio. Toponomastica della Lombardia storica, intr. di Ettore A. Albertoni, La Libera Compagnia Padana - Leonardo Facco Editore, Treviglio, 2002
- L'Italia non esiste. Nuova edizione, pref. di Gilberto Oneto, La Libera Compagnia Padana - Leonardo Facco Editore, Treviglio, 2003²
- L'identità toscana. Popolo, territorio, istituzioni dal primo marchese all'ultimo granduca, Le Lettere, Firenze, 2006¹. ISBN 886087019-4
- Il Padano, o meglio "la lingua del mì"; Niente devolution, senza parlamento; Padania, "federazione di dialetti", in: Quaderni Padani, n. 74, La Libera Compagnia Padana, Arona, 2007
- con Alessandro Savorelli, Tutti i colori del calcio. Storia e araldica di una magnifica ossessione, Le Lettere, Firenze, 2008. ISBN 8860871786
- con Alessandro Savorelli, Viola & Co., Storia e colori del calcio a Firenze e in Toscana (1898-2008), Le Lettere, Firenze, 2009. ISBN 8860872561
- Il pianeta ovale. Viaggio nel rugby. L'altro volto del football, Le Lettere, Firenze, 2010
- Né "nord", né "sud", né "centro": il caso toscano, in: AA. VV., Il senno di poi. L'unità d'Italia vista 150 anni dopo, coll. Quaderni Padani, nn. 93/94, La Libera Compagnia Padana - Il Cerchio, Rimini, 2011. ISBN 978-88-8474-271-1
- La lingua del mì. Il Padano e i suoi dialetti, coll. Quaderni Padani, n. 95, La Libera Compagnia Padana - Il Cerchio, Rimini, 2011. ISBN 978-88-8474-297-1
- L'identità toscana. Lingua, popolo, territorio, istituzioni dal primo marchesato all'ultimo granduca, Pezzini Editore, Viareggio (LU), 2015². ISBN 978-88-6847-088-3
- Il Padre della Patria padana, in: AA. VV., Gilberto Oneto. L'avventura di un uomo libero, pref. Gianluca Marchi, Associazione Gilberto Oneto - Il Cerchio, Rimini, 2016. ISBN 978-88-8474-463-0
- Patria e matria. Dalla Catalogna al Friuli, dal Paese Basco alla Sardegna: il principio di nazionalità nell'Europa occidentale contemporanea, Insula/PAPIROS, Nuoro, 2017². ISBN 978-88-86111-19-5
- Occitània. Il ritorno di una nazione, in: AA. VV., Indipendentismi nell'Europa di oggi. La Grande Fuga dallo Stato-nazione, pref. di Stefano Bruno Galli, Associazione Gilberto Oneto - Il Cerchio, Rimini, 2017. ISBN 978-88-8474-511-8
- L'Italia non esiste, pref. di Gilberto Oneto, Leonardo Facco Editore - goWare, Wrocław (Polonia), s.d. [2018³]. ISBN 978-88-336-3174-5
- Altri Islam, coll. Osservatorio 4, Insula, Torrazza Piemonte, 2021. ISBN 978-88-86111-23-2
- Questi Turchi, coll. Osservatorio 6, Insula, Torrazza Piemonte, 2021. ISBN 978-88-86111-34-8
- L'Islam in Russia, coll. Osservatorio 8, Insula, Torrazza Piemonte, 2021. ISBN 978-88-86111-36-2
- Le nuove repubbliche baltiche, coll. Osservatorio 9, Insula, Torrazza Piemonte, 2021. ISBN 978-88-86111-42-3
- L'Ucraina, madre di tutte le Russie, coll. Osservatorio 10, Insula, Torrazza Piemonte, 2021. ISBN 978-88-86111-43-0
- La grande Russia, coll. Osservatorio 11, Insula, Torrazza Piemonte, 2021. ISBN 978-88-86111-47-7
- La nuova Bielorussia, coll. Osservatorio 12, Insula, Torrazza Piemonte, 2021. ISBN 978-88-86111-45-4
- Armenia e Georgia, coll. Osservatorio 13, Insula, Torrazza Piemonte, 2021. ISBN 978-88-86111-49-2
- L'Asia di mezzo, coll. Osservatorio 14, Insula, Torrazza Piemonte, 2022. ISBN 978-88-86111-51-5